# NGC 7311
NGC 7311 este o liner situată în constelația Pegas. A fost descoperită în 30 august 1785 de către William Herschel. Se află la o distanță de 210.000.000 al de Pământ.